# Jean-Marcel Hurault
Jean-Marcel Hurault (Vincennes, 30 augustus 1917 - aldaar, 6 september 2005) was een Frans antropoloog, of in het Frans een "ingénieur-géographe".
Jean-Marcel Hurault deed baanbrekend onderzoek naar het leven van de Boni of Aluku in het grensgebied van Frans-Guyana en Suriname en naar de Wayana. Zijn standaardwerk is Les noirs réfugiés Boni de la Guyane Française (1961) (een Aluku vertelling in Nederlandse vertaling werd opgenomen in de bloemlezing Mama Sranan; 200 jaar Surinaamse verhaalkunst, 1999).
Andere van zijn publicaties: Les Indiens de Guyane Française (1963), La vie matérielle des Noirs réfugiés Boni et des Indiens Wayana du Haut Maroni (Guyane française) (1965), Les Indiens Wayana de la Guyane française (1968), Africains de Guyane (1970), Français et Indiens en Guyane, 1604-1972 (1972). Zijn laatste publicatie is het fotoboek Indiens de Guyane: Wayana et Wayampi de la forêt dat in 1998 verscheen met een voorwoord van Claude Lévi-Strauss.
- Bibsys: 90904262
- Bibliothèque nationale de France: cb121763904 (data)
- CiNii: DA0404437X
- Gemeinsame Normdatei: 17337526X
- International Standard Name Identifier: 0000 0000 8387 2947
- Library of Congress Control Number: n84054888
- Nationale bibliotheek van Australië: 49864832
- Nationale Bibliotheek van Israël: 987007277833305171
- Nederlandse Thesaurus van Auteursnamen: 069880182
- Réseau des bibliothèques de Suisse occidentale: 02-A000082316
- Système universitaire de documentation: 030325234
- Trove: 1498796
- Virtual International Authority File: 61589065
- WorldCat: E39PBJkHmkKXw4rPyXwwjPGmBP